# Verbandsgemeinde Wöllstein
Verbandsgemeinde Wöllstein é uma associação municipal do estado da Renânia-Palatinado.